# Џао Цијанг
Џао Цијанг (кин: 赵紫阳; 17. октобар 1919 — 17. јануар 2005) био је 3. премијер Кине од 1980. до 1987, потпредседник Комунистичке партије Кине од 1981. до 1982. и генерални секретар КП Кине од 1987. до 1989. године. Био је задужен за политичке реформе у Кини од 1986, али је изгубио власт због подршке протестима на Тргу Тјенанмен 1989. године.

## Биографија
Џао се придружио Комунистичкој партији Кине у фебруару 1938. године. Током Другог кинеско-јапанског рата, служио је као главни официр комитета КПК Хуа округа, директор организационог одељења партијског комитета префектуре КПК Јубеј, секретар КПК Партијског комитета префектуре граничне регије Хебеј-Шандонг-Хенан и политички комесар 4. војне дивизије војног региона Хебеј-Шандонг-Хенан. Током грађанског рата у Кини 1945–1949, Џао је служио као заменик политичког комесара војне области Тонгбај, секретар Партијског комитета префектуре Нанјанг КПК и политички комесар војног одељења Нанјанг.
Након успостављања Народне Републике Кине, Џао је постао заменик секретара јужнокинеског огранка Централног комитета КПК. Такође је био секретар Секретаријата провинцијског комитета Гуангдонг КПК, други секретар и први секретар провинцијског комитета Гуангдонг КПК. Био је прогањан током Културне револуције и провео је време у политичком изгнанству. Након рехабилитације, Џао је именован за секретара комитета КПК Аутономне регије Унутрашње Монголије, затим први секретар покрајинског комитета КПК Гуангдонг, први секретар покрајинског комитета КПК Сечуан и први политички комесар војног региона Ченгду те потпредседник Националног комитета Народне политичке консултативне конференције Кине (НПККК).
Као високи владин званичник, Џао је био критичан према маоистичкој политици и био је инструменталан у спровођењу реформи слободног тржишта, прво у Сечуану, а потом и широм земље. Појавио се на националној сцени захваљујући подршци Денг Сјаопинга након Културне револуције. Заговорник приватизације државних предузећа, раздвајања партије и државе и општих реформи тржишне економије, тражио је мере за рационализацију кинеске бирократије и борбу против корупције и питања која су довела у питање легитимитет странке 1980-их. Многе од ових ставова делио је и тадашњи генерални секретар Ху Јаобанг.
Његова политика економских реформи и симпатије према студентским демонстрантима током протеста на Тргу Тјенанмен 1989. довели су га у сукоб са неким члановима партијског руководства, укључујући председника Централне саветодавне комисије Чен Јуна, председника НПККК Ли Сјенњена и премијера Ли Пенга. Џао је такође почео да губи наклоност Денг Сјаопинга, који је био председник Централне војне комисије. Након слома протеста, Џао је политички проскрибован и ефективно стављен у кућни притвор до краја живота. Након тога, постао је много радикалнији у својим политичким уверењима, подржавајући пуну транзицију Кине у либералну демократију. Умро је од можданог удара у Пекингу у јануару 2005. године. Због његовог политичког пада, нису му били приређени погребни обреди који се генерално признају високим кинеским званичницима. Његови тајни мемоари су прокријумчарени и објављени на енглеском и кинеском 2009. године, али детаљи његовог живота остају цензурисани у Кини.